# Aías

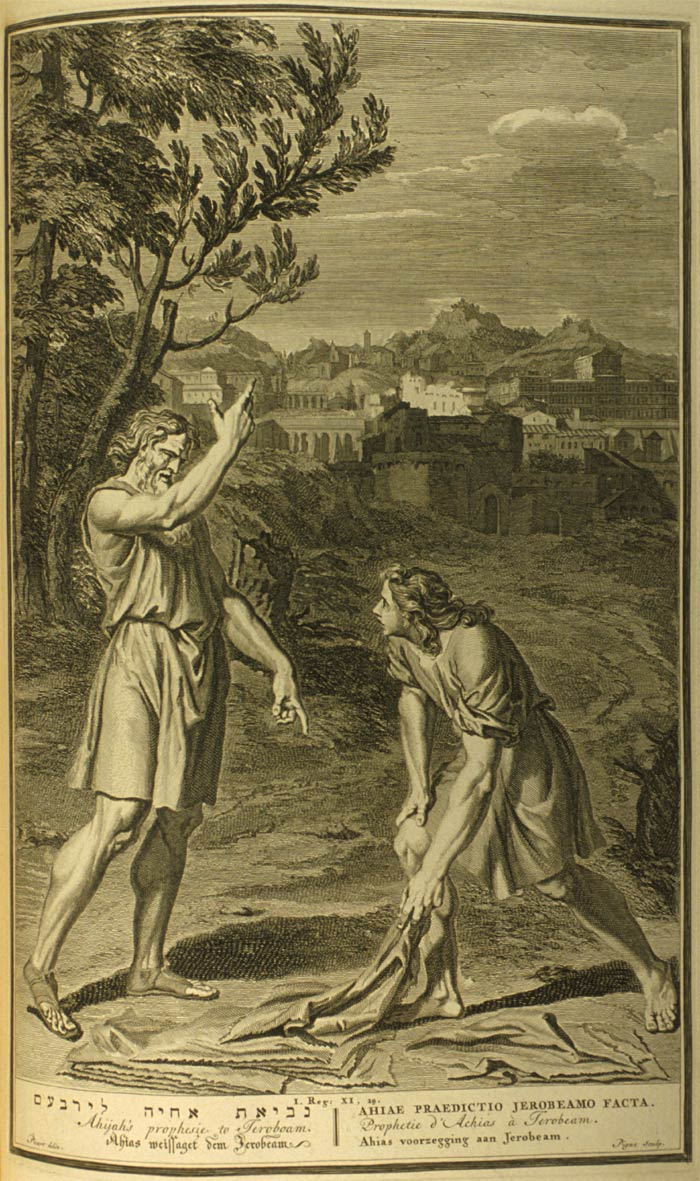
Aías profetiza a Jeroboão, Gerard Hoet, 1728.

Aías, em hebraico:  אחיה [aχijah], foi um profeta levita, de Siló, na época de Salomão (século X a.C.), segundo se menciona na Bíblia, no livro primeiro dos Reis.

## Biografia
Em I Reis 11:29–39, se lê que Aias profetizou a Jeroboão a separação das dez tribos do norte, do que era o reino unido de Salomão e, anunciou que Jeroboão seria o rei dessas dez tribos do norte de Israel. Em I Reis 14:6–16, profetizou à mulher de Jeroboão, a morte do filho do rei, a destruição de sua dinastia e a queda e cativeiro de Israel, "além do rio", uma expressão usada para indicar a leste do Eufrates", devido a desobediência do rei Jeroboão aos mandamentos de Deus.
Segundo II Crônicas 9:29, Aías escreveu um livro, titulado a Profecia de Aías silonita, que continha informação sobre o reinado de Salomão. Porem, este texto não tem sobrevivido e, é um dos livros perdidos mencionados na Bíblia hebraica.